# Сахаров, Сергей Петрович
Сергей Петрович Сахаров (бел. Сяргей Пятровіч Сахараў; псевдонимы: Гісторык; Двинчанин; Дзьвінчук; Скучающий; криптонимы: С.; С. С.; 29 сентября 1880 — 22 апреля 1954) — историк православной церкви, белорусский фольклорист, этнограф, педагог, публицист, общественно-политический деятель Латвийской Республики.

## Биография
Родился 29 сентября 1880 года в семье православного священнослужителя в городе Полоцке.
Окончил начальную школу в Туровле, в 1895 году — Полоцкое духовное училище, в 1901 году — Витебскую духовную семинарию, в 1911 году — Юрьевский университет (юридический и историко-филологический факультеты).
Преподавал в Пасинской народной школе Люцинского уезда, с 1902 года — в Люцинском городском училище, затем — в гимназиях Витебска и в Витебском учительском институте, работал также в Витебской губернской учёной архивной комиссии.
С 1913 года — инспектор народных школ Юрьевского уезда. В 1917 году — директор-основатель Люцинской русской гимназии (современная Лудза). С 1921 года — председатель правления белорусского культурно-просветительского общества «Бацькаўшчына» в Латвийской Республики, а также руководитель Белорусского отдела при Министерстве просвещения Латвии.
С 1925 по 1932 годы — директор Двинской государственной белорусской гимназии.
С 1935 по 1938 год по заданию Синода Латвийской православной церкви собирал сведения об истории православия в Латвии.
После установления советской власти в Латвии арестован 9 июля 1945 года. По ст. 58—1а, 58—10 УК РСФСР приговорен к 5 годам заключения в исправительно-трудовом лагере с высылкой в Казахстан.
В 1950 году вернулся из заключения и проживал в Риге.
Умер 22 апреля 1954 года. Похоронен на Ивановском кладбище в Риге.

## Награды
Лауреат премии Культурного фонда Латвийской республики за исследования в области фольклора.

## Основные научные труды
В 1906 году в газете «Витебский голос» вышла первая публикация С. П. Сахарова — «Лудзенская легенда о старом замке».
Главным научным трудом С. П. Сахарова стала книга «Народная творчасць латгальскіх і ілукстэнскіх беларусаў. Выпуск 1» (Riga, 1940). Было подготовлено четыре выпуска, однако опубликован был лишь первый.
Плодотворной была деятельность С. П. Сахарова как историка церкви:
- Сахаров, С. П. Православные церкви Латгалии / С. П. Сахаров. — Даугавпилс, 1939.
- Сахаров, С. П. Рижские православные архипастыри за сто лет (1836—1936) / С. П. Сахаров. — Даугавпилс, 1937.

Основная часть научного наследия С. П. Сахарова сохраняется в рукописном виде.